# Габриел Торже
Габриел Андрей Торже (на румънски: Gabriel Andrei Torje) е румънски професионален футболист, полузащитник, настоящ играч на руския „Ахмат Грозни“.

## Кариера

### Клубна кариера
Торже е роден на 22 ноември 1989 г. в Тимишоара, Румъния. Прави дебюта си в професионалния футбол през сезон 2005/06 с екипа на „Политехника“ Тимишоара, където треньор по това време е Георге Хаджи. На 15 януари 2008 г. преминава в „Динамо“ Букурещ. С екипа на червените кучета играе 3 години, като записва над 100 официални мача за отбора. На 30 август 2011 г. е трансфериран в италианския „Удинезе“. През първия си сезон в Италия изиграва 21 мача, в които бележи 2 гола. На 8 юни 2012 г. преминава под наем в испанския „Гранада“. Играе в 34 от общо 38 мача на отбора през сезона. Следващия сезон също прекарва в Испания, само че с екипа на „Еспаньол“, но изиграва само 12 мача. През юни 2014 г., отново под наем, преминава за един сезон в турския „Коняспор“. Взема участие в 27 мача, като отборът завършва осми в крайното класиране. През следващия сезон играе в „Османлъспор“, като помага на отбора да завърши на пето място, класирайки се за Лига Европа.

### Национален отбор
Торже е бил капитан на младежкия национален отбор до 21 години.
През 2010 г. прави дебюта си за мъжкия отбор, в приятелски мач срещу Албания. Първия си гол за националния отбор бележи в приятелски мач срещу Кипър. Част от отбора е и на Евро 2016.